# Sveriges damlandskamper i fotboll 2021

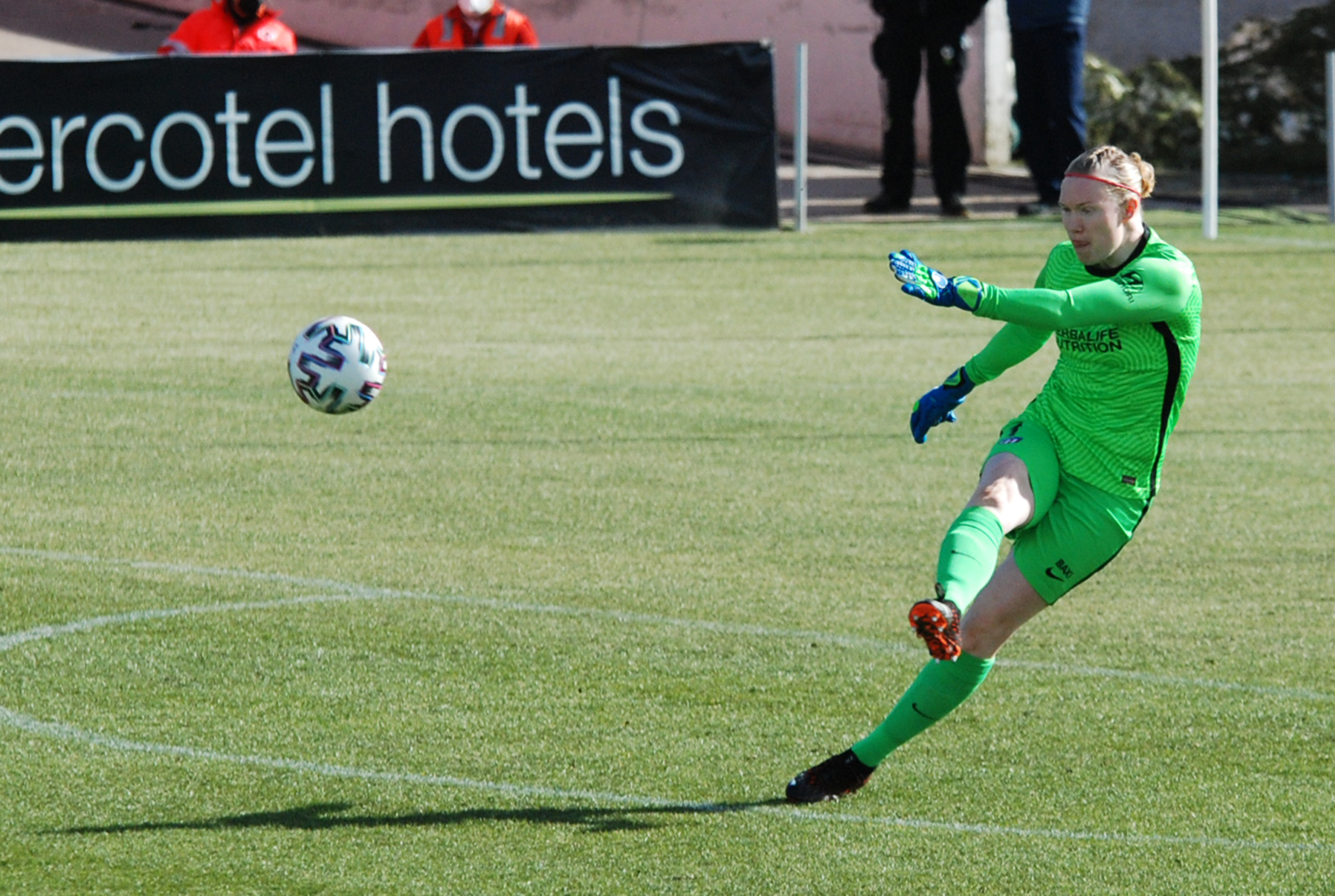
Hedvig Lindahl, 2021. Spelade bland annat i OS-finalen detta år.

Sveriges damlandskamper i fotboll 2021 präglades av covid-19-pandemin, och dess konsekvenser för föregående år. Det stora mästerskapet under året var OS, som hade skjutits upp till 2021, där det svenska damlandslaget nådde final.
Algarve Cup blev inställt, och landslaget åkte istället på läger till Malta för förberedelse inför OS. På grund av de inreserestriktioner som gällde där kunde spelare med klubbadress i England inte delta, och fyra spelare blev ersatta efter uttagningen på grund av detta.
Under hösten spelades kvalmatcher till VM 2023.

## Maltalägret
|             | 19 februari | Österrike                | 1 – 6           | Sverige                                                                                               | Hibernians Ground                          |                                            |
| 15:00 UTC+1 | 15:00 UTC+1 | Virginia Kirchberger 25′ | (1 – 4) Rapport | 20′ Linda Sembrant 34′, 56′ Fridolina Rolfö 37′ Lina Hurtig 45′ Filippa Angeldahl 81′ Sofia Jakobsson | Malta Domare: Zuzana Valentova (Slovakien) | Malta Domare: Zuzana Valentova (Slovakien) |
| 15:00 UTC+1 | 15:00 UTC+1 |                          |                 | | Malta Domare: Zuzana Valentova (Slovakien) | Malta Domare: Zuzana Valentova (Slovakien) |
| 15:00 UTC+1 | 15:00 UTC+1 |                          |                 | | Malta Domare: Zuzana Valentova (Slovakien) | Malta Domare: Zuzana Valentova (Slovakien) |

|             | 23 februari | Malta | 0 – 3           | Sverige                                            | Hibernians Ground                                  |                                                    |
| 14:30 UTC+1 | 14:30 UTC+1 |       | (0 – 1) Rapport | 19′ Kosovare Asllani 60′ (sjm.) 81′ Nathalie Björn | Malta Domare: Maria Sole Ferrieri Caputi (Italien) | Malta Domare: Maria Sole Ferrieri Caputi (Italien) |
| 14:30 UTC+1 | 14:30 UTC+1 |       |                 |                                                    | Malta Domare: Maria Sole Ferrieri Caputi (Italien) | Malta Domare: Maria Sole Ferrieri Caputi (Italien) |
| 14:30 UTC+1 | 14:30 UTC+1 |       |                 |                                                    | Malta Domare: Maria Sole Ferrieri Caputi (Italien) | Malta Domare: Maria Sole Ferrieri Caputi (Italien) |

## Övriga träningsmatcher vår
Lättnader i publikrestriktionerna från 1 juni 2020 innebar att Sverige kunde släppa in 500 åskådare per match i de två landskamper som spelades i Kalmar i början av juni.
|             | 10 april    | Sverige         | 1 – 1           | USA               | Friends Arena                               |                                             |
| 19:10 UTC+1 | 19:10 UTC+1 | Lina Hurtig 38′ | (1 – 0) Rapport | 87′ Megan Rapinoe | Stockholm Domare: Lina Lehtovaara (Finland) | Stockholm Domare: Lina Lehtovaara (Finland) |
| 19:10 UTC+1 | 19:10 UTC+1 |                 |                 |                   | Stockholm Domare: Lina Lehtovaara (Finland) | Stockholm Domare: Lina Lehtovaara (Finland) |
| 19:10 UTC+1 | 19:10 UTC+1 |                 |                 |                   | Stockholm Domare: Lina Lehtovaara (Finland) | Stockholm Domare: Lina Lehtovaara (Finland) |

|             | 13 april    | Polen              | 2 – 4           | Sverige                                                          | Stadion Miejski Widzewa Łódź      |                                   |
| 18:30 UTC+1 | 18:30 UTC+1 | Ewa Pajor 26′, 48′ | (1 – 2) Rapport | 37′, 43′ Stina Blackstenius 86′ Caroline Seger 90+2′ Lina Hurtig | Łódź Domare: Réka Molnár (Ungern) | Łódź Domare: Réka Molnár (Ungern) |
| 18:30 UTC+1 | 18:30 UTC+1 |                    |                 |                                                                  | Łódź Domare: Réka Molnár (Ungern) | Łódź Domare: Réka Molnár (Ungern) |
| 18:30 UTC+1 | 18:30 UTC+1 |                    |                 |                                                                  | Łódź Domare: Réka Molnár (Ungern) | Łódź Domare: Réka Molnár (Ungern) |

|             | 10 juni     | Sverige                | 1 – 0           | Norge | Guldfågeln Arena                                           |                                                            |
| 18:30 UTC+2 | 18:30 UTC+2 | Stina Blackstenius 66′ | (0 – 0) Rapport |       | Kalmar Publik: 500 Domare: Maika Vanderstichel (Frankrike) | Kalmar Publik: 500 Domare: Maika Vanderstichel (Frankrike) |
| 18:30 UTC+2 | 18:30 UTC+2 |                        |                 |       | Kalmar Publik: 500 Domare: Maika Vanderstichel (Frankrike) | Kalmar Publik: 500 Domare: Maika Vanderstichel (Frankrike) |
| 18:30 UTC+2 | 18:30 UTC+2 |                        |                 |       | Kalmar Publik: 500 Domare: Maika Vanderstichel (Frankrike) | Kalmar Publik: 500 Domare: Maika Vanderstichel (Frankrike) |

|             | 15 juni     | Sverige | 0 – 0           | Australien | Guldfågeln Arena                                      |                                                       |
| 18:45 UTC+2 | 18:45 UTC+2 |         | (0 – 0) Rapport |            | Kalmar Publik: 500 Domare: Ivana Martincic (Kroatien) | Kalmar Publik: 500 Domare: Ivana Martincic (Kroatien) |
| 18:45 UTC+2 | 18:45 UTC+2 |         |                 |            | Kalmar Publik: 500 Domare: Ivana Martincic (Kroatien) | Kalmar Publik: 500 Domare: Ivana Martincic (Kroatien) |
| 18:45 UTC+2 | 18:45 UTC+2 |         |                 |            | Kalmar Publik: 500 Domare: Ivana Martincic (Kroatien) | Kalmar Publik: 500 Domare: Ivana Martincic (Kroatien) |

## OS

### Gruppspel
| 5           | 21 juli 2021 | Sverige                                     | 3 – 0           | USA | Tokyo Stadium                           |                                         |
| 17:30 UTC+9 | 17:30 UTC+9  | Stina Blackstenius 25′, 54′ Lina Hurtig 72′ | (1 – 0) Rapport |     | Tokyo Domare: Yoshimi Yamashita (Japan) | Tokyo Domare: Yoshimi Yamashita (Japan) |
| 17:30 UTC+9 | 17:30 UTC+9  |                                             |                 |     | Tokyo Domare: Yoshimi Yamashita (Japan) | Tokyo Domare: Yoshimi Yamashita (Japan) |
| 17:30 UTC+9 | 17:30 UTC+9  |                                             |                 |     | Tokyo Domare: Yoshimi Yamashita (Japan) | Tokyo Domare: Yoshimi Yamashita (Japan) |

| 11          | 24 juli 2021 | Sverige                                                         | 4 – 2           | Australien        | Saitama Stadium 2002                            |                                                 |
| 17:30 UTC+9 | 17:30 UTC+9  | Fridolina Rolfö 20′, 63′ Lina Hurtig 52′ Stina Blackstenius 82′ | (1 – 1) Rapport | 36′, 48′ Sam Kerr | Saitama Domare: Edina Alves Batista (Brasilien) | Saitama Domare: Edina Alves Batista (Brasilien) |
| 17:30 UTC+9 | 17:30 UTC+9  |                                                                 |                 |                   | Saitama Domare: Edina Alves Batista (Brasilien) | Saitama Domare: Edina Alves Batista (Brasilien) |
| 17:30 UTC+9 | 17:30 UTC+9  |                                                                 |                 |                   | Saitama Domare: Edina Alves Batista (Brasilien) | Saitama Domare: Edina Alves Batista (Brasilien) |

| 17          | 27 juli 2021 | Nya Zeeland | 0 – 2           | Sverige                              | Miyagi Stadium                           |                                          |
| 17:00 UTC+9 | 17:00 UTC+9  |             | (0 – 2) Rapport | 17′ Anna Anvegård 29′ Madelen Janogy | Rifu Domare: Laura Fortunato (Argentina) | Rifu Domare: Laura Fortunato (Argentina) |
| 17:00 UTC+9 | 17:00 UTC+9  |             |                 |                                      | Rifu Domare: Laura Fortunato (Argentina) | Rifu Domare: Laura Fortunato (Argentina) |
| 17:00 UTC+9 | 17:00 UTC+9  |             |                 |                                      | Rifu Domare: Laura Fortunato (Argentina) | Rifu Domare: Laura Fortunato (Argentina) |

### Slutspel

#### Kvartsfinal
| 21          | 30 juli 2021 | Sverige                                                                  | 3 – 1           | Japan           | Saitama Stadium 2002                    |                                         |
| 21:00 UTC+9 | 21:00 UTC+9  | Magdalena Eriksson 7′ Stina Blackstenius 53′ Kosovare Asllani 68′ (str.) | (1 – 1) Rapport | 23′ Mina Tanaka | Saitama Domare: Lucila Venegas (Mexiko) | Saitama Domare: Lucila Venegas (Mexiko) |
| 21:00 UTC+9 | 21:00 UTC+9  |                                                                          |                 |                 | Saitama Domare: Lucila Venegas (Mexiko) | Saitama Domare: Lucila Venegas (Mexiko) |
| 21:00 UTC+9 | 21:00 UTC+9  |                                                                          |                 |                 | Saitama Domare: Lucila Venegas (Mexiko) | Saitama Domare: Lucila Venegas (Mexiko) |

#### Semifinal
| 23          | 2 augusti 2021 | Australien | 0 – 1           | Sverige             | International Stadium Yokohama             |                                            |
| 20:00 UTC+9 | 20:00 UTC+9    |            | (0 – 0) Rapport | 46′ Fridolina Rolfö | Yokohama Domare: Melissa Borjas (Honduras) | Yokohama Domare: Melissa Borjas (Honduras) |
| 20:00 UTC+9 | 20:00 UTC+9    |            |                 |                     | Yokohama Domare: Melissa Borjas (Honduras) | Yokohama Domare: Melissa Borjas (Honduras) |
| 20:00 UTC+9 | 20:00 UTC+9    |            |                 |                     | Yokohama Domare: Melissa Borjas (Honduras) | Yokohama Domare: Melissa Borjas (Honduras) |

#### Final
| 26          | 6 augusti 2021 | Sverige                                                                                     | 0000 1 – 1 (e.fl.)         | Kanada                                                                              | International Stadium Yokohama                     |                                                    |
| 21:00 UTC+9 | 21:00 UTC+9    | Stina Blackstenius 34′                                                                      | (1 – 0) Rapport            | 67′ (str.) Jessie Fleming                                                           | Yokohama Domare: Anastasia Pustovoitova (Ryssland) | Yokohama Domare: Anastasia Pustovoitova (Ryssland) |
| 21:00 UTC+9 | 21:00 UTC+9    |                                                                                             |                            |                                                                                     | Yokohama Domare: Anastasia Pustovoitova (Ryssland) | Yokohama Domare: Anastasia Pustovoitova (Ryssland) |
| 21:00 UTC+9 | 21:00 UTC+9    | Kosovare Asllani Nathalie Björn Olivia Schough Anna Anvegård Caroline Seger Jonna Andersson | Straffsparksläggning 2 – 3 | Jessie Fleming Ashley Lawrence Vanessa Gilles Adriana Leon Deanne Rose Julia Grosso | Yokohama Domare: Anastasia Pustovoitova (Ryssland) | Yokohama Domare: Anastasia Pustovoitova (Ryssland) |

## VM-kval
Ytterligare lättnader i publikrestriktioner innebar att Sverige kunde släppa in upp till 3 000 åskådare efter 1 juli, och restriktionerna i Sverige släpptes helt från och med den 29 september.
|             | 17 september | Slovakien | 0 – 1           | Sverige            | NTC Senec                                               |                                                         |
| 17:30 UTC+2 | 17:30 UTC+2  |           | (0 – 1) Rapport | 9′ Fridolina Rolfö | Senec, Slovakien Domare: Shona Shukrula (Nederländerna) | Senec, Slovakien Domare: Shona Shukrula (Nederländerna) |
| 17:30 UTC+2 | 17:30 UTC+2  |           |                 |                    | Senec, Slovakien Domare: Shona Shukrula (Nederländerna) | Senec, Slovakien Domare: Shona Shukrula (Nederländerna) |
| 17:30 UTC+2 | 17:30 UTC+2  |           |                 |                    | Senec, Slovakien Domare: Shona Shukrula (Nederländerna) | Senec, Slovakien Domare: Shona Shukrula (Nederländerna) |

|             | 21 september | Sverige                                                                  | 4 – 0           | Georgien | Gamla Ullevi                                            |                                                         |
| 18:30 UTC+2 | 18:30 UTC+2  | Filippa Angeldahl 40′ Magdalena Eriksson 45+4′ Caroline Seger 84′, 90+3′ | (2 – 0) Rapport |          | Göteborg Publik: 2 723 Domare: Lucie Šulcová (Tjeckien) | Göteborg Publik: 2 723 Domare: Lucie Šulcová (Tjeckien) |
| 18:30 UTC+2 | 18:30 UTC+2  |                                                                          |                 |          | Göteborg Publik: 2 723 Domare: Lucie Šulcová (Tjeckien) | Göteborg Publik: 2 723 Domare: Lucie Šulcová (Tjeckien) |
| 18:30 UTC+2 | 18:30 UTC+2  |                                                                          |                 |          | Göteborg Publik: 2 723 Domare: Lucie Šulcová (Tjeckien) | Göteborg Publik: 2 723 Domare: Lucie Šulcová (Tjeckien) |

|             | 21 oktober  | Irland | 0 – 1           | Sverige    | Tallaght Stadium                                      |                                                       |
| 19:00 UTC±0 | 19:00 UTC±0 |        | (0 – 1) Rapport | 39′ (sjm.) | Tallaght Publik: 4 017 Domare: Deborah Anex (Schweiz) | Tallaght Publik: 4 017 Domare: Deborah Anex (Schweiz) |
| 19:00 UTC±0 | 19:00 UTC±0 |        |                 |            | Tallaght Publik: 4 017 Domare: Deborah Anex (Schweiz) | Tallaght Publik: 4 017 Domare: Deborah Anex (Schweiz) |
| 19:00 UTC±0 | 19:00 UTC±0 |        |                 |            | Tallaght Publik: 4 017 Domare: Deborah Anex (Schweiz) | Tallaght Publik: 4 017 Domare: Deborah Anex (Schweiz) |

### Vänskapslandskamp
|             | 26 oktober  | Skottland | 0 – 2           | Sverige                                      | St Mirren Park                                                   |                                                                  |
| 19:05 UTC±0 | 19:05 UTC±0 |           | (0 – 0) Rapport | 73′ Fridolina Rolfö 88′ (sjm.) Sophie Howard | Paisley, Skottland Publik: 1 253 Domare: Abigail Byrne (England) | Paisley, Skottland Publik: 1 253 Domare: Abigail Byrne (England) |
| 19:05 UTC±0 | 19:05 UTC±0 |           |                 |                                              | Paisley, Skottland Publik: 1 253 Domare: Abigail Byrne (England) | Paisley, Skottland Publik: 1 253 Domare: Abigail Byrne (England) |
| 19:05 UTC±0 | 19:05 UTC±0 |           |                 |                                              | Paisley, Skottland Publik: 1 253 Domare: Abigail Byrne (England) | Paisley, Skottland Publik: 1 253 Domare: Abigail Byrne (England) |

### VM-kval, fortsättning
|             | 25 november | Sverige                             | 2 – 1           | Finland             | Gamla Ullevi                                             |                                                          |
| 18:30 UTC+1 | 18:30 UTC+1 | Fridolina Rolfö 11′ Lina Hurtig 80′ | (1 – 1) Rapport | 29′ Linda Sällström | Göteborg Publik: 13 429 Domare: Esther Staubli (Schweiz) | Göteborg Publik: 13 429 Domare: Esther Staubli (Schweiz) |
| 18:30 UTC+1 | 18:30 UTC+1 |                                     |                 |                     | Göteborg Publik: 13 429 Domare: Esther Staubli (Schweiz) | Göteborg Publik: 13 429 Domare: Esther Staubli (Schweiz) |
| 18:30 UTC+1 | 18:30 UTC+1 |                                     |                 |                     | Göteborg Publik: 13 429 Domare: Esther Staubli (Schweiz) | Göteborg Publik: 13 429 Domare: Esther Staubli (Schweiz) |

|             | 30 november | Sverige                                                 | 3 – 0           | Slovakien | Eleda Stadion                                         |                                                       |
| 19:00 UTC+1 | 19:00 UTC+1 | Lina Hurtig 19′ Fridolina Rolfö 59′ Amanda Ilestedt 69′ | (1 – 0) Rapport |           | Malmö Publik: 8 123 Domare: Angelika Söder (Tyskland) | Malmö Publik: 8 123 Domare: Angelika Söder (Tyskland) |
| 19:00 UTC+1 | 19:00 UTC+1 |                                                         |                 |           | Malmö Publik: 8 123 Domare: Angelika Söder (Tyskland) | Malmö Publik: 8 123 Domare: Angelika Söder (Tyskland) |
| 19:00 UTC+1 | 19:00 UTC+1 |                                                         |                 |           | Malmö Publik: 8 123 Domare: Angelika Söder (Tyskland) | Malmö Publik: 8 123 Domare: Angelika Söder (Tyskland) |

## Målskyttar 2021
- Fridolina Rolfö 9
- Stina Blackstenius 8
- Lina Hurtig 7
- Självmål 3
- Magdalena Eriksson 2
- Filippa Angeldahl 2
- Kosovare Asllani 2
- Caroline Seger 2
- Nathalie Björn 1 + 1
- Anna Anvegård 1
- Sofia Jakobsson 1
- Amanda Ilestedt 1
- Linda Sembrant 1
- Madelen Janogy 1
- Olivia Schough 0  + 1

### Fotnoter
1. ↑  ”Tokyo 2020”. sok.se. Sveriges Olympiska Kommitté. https://sok.se/olympiska-spel/tavlingar/spelen/tokyo-2020.html. Läst 29 juni 2022.
2. ↑  Andréas Sundberg (1 februari 2021). ”Damlandslaget åker till Malta – Slipar formen inför OS”. fotbollskanalen.se. TV4 AB. https://www.fotbollskanalen.se/landslag/damlandslaget-aker-till-malta-slipar-formen-infor-os/. Läst 29 juni 2022.
3. ↑  ”Truppen till Maltalägret”. svenskfotboll.se. Svenska fotbollförbundet. 12 februari 2021. https://www.svenskfotboll.se/nyheter/landslag/2021/02/truppen-till-maltalager/. Läst 29 juni 2022.
4. ↑  ”Mer träffsäker reglering för allmänna sammankomster och offentliga tillställningar”. regeringen.se. Regeringskansliet. 12 maj 2021. https://www.regeringen.se/artiklar/2021/05/mer-traffsaker-reglering-for-allmanna-sammankomster-och-offentliga-tillstallningar/. Läst 29 juni 2022.
5. ↑  ”Tokyo 2020 Olympic Football Tournament: Match Schedule”. Fifa.com. https://digitalhub.fifa.com/m/4d8c325868d42bed/original/epdlusmegp0zddz01ewk-pdf.pdf. Läst 5 augusti 2021.
6. ↑  ”Statement on 6 August Olympic medal matches”. Fifa.com. https://www.fifa.com/tournaments/womens/womensolympic/tokyo2020/news/statement-on-6-august-olympic-medal-matches. Läst 5 augusti 2021.
7. ↑  ”Canada-Sweden Olympic soccer final pushed back due to concerns about heat”. Cbc.ca. https://www.cbc.ca/sports/olympics/summer/soccer/canada-sweden-soccer-final-time-change-1.6130318. Läst 5 augusti 2021.
8. ↑  ”Flera restriktioner lättas 1 juli”. krisinformation.se. Myndigheten för samhällsskydd och beredskap. 28 juni 2021. https://www.krisinformation.se/nyheter/20212/juni/flera-restriktioner-lattas-1-juli. Läst 29 juni 2022.
9. ↑  ”Lyfta publikrestriktioner planeras till 29 september”. svenskfotboll.se. Svenska Fotbollförbundet. 8 september 2021. https://www.svenskfotboll.se/nyheter/serier/2021/09/29-september/. Läst 29 juni 2022.
10. ↑  Tobias Hellgren (26 oktober 2021). ”Fridolina Rolfö stor matchhjälte – Sänkte Skottland med drömmål”. fotbollskanalen.se. TV4 AB. https://www.fotbollskanalen.se/sverige/fridolina-rolfo-stor-matchhjalte-sankte-skottland-med-drommal/. Läst 29 juni 2022.